# Содномын Дамдинбазар
Содномын Дамдинбазар (монг. Содномын Дамдинбазар; 1874 — 23 июня 1923) — Джалхандза-хутухта VIII, деятель буддизма в Монголии, политик. Сыграл важную роль в движении за независимость Монголии. Дважды премьер-министр Монголии: в 1921 (монархическое правительство Богдо-гэгэна VIII) и в 1922—1923 (Народное правительство).

## Биография

Дамдинбазар с двоюродным братом Жамсранжавом

Дамдинбазар родился в хошуне Цогту-гуна Дзасагту-ханского аймака Внешней Монголии (ныне сомоне Нумрэг аймака Завхан) в 1874 году в семье небогатых скотоводов; приходился двоюродным братом другому знаменитому хубилгану — Дилова-хутухте Жамсранжаву В 1877 году опознан ламами как хубилган (перерождение) святого Джалханцзы-хутухты. Изучал тибетскую и монгольскую литературу, математику, астрологию и религиозные тексты. Стал одним из крупнейших иерархов церкви, владел обширными территориями в Западной Монголии, лично ему принадлежали 28 монастырей и храмов и 2 тысячи крепостных.
Симпатизировал движению за независимость Монголии от Цинской империи. В 1911—1912 годах принимал участие в боях за независимость Монголии, в частности, был одним из руководителей штурма Кобдо. Неоднократно путешествовал в Пекин, где представлял интересы крупных монгольских торговых компаний. В 1919 году входил в состав делегации, пытавшейся наладить торговые контакты с американцами в Чжанцзякоу.
В 1920 году назначен губернатором Западной Монголии.
В 1921 году поддержал Унгерна и после занятия им Монголии возглавил правительство. Занимал враждебную, затем выжидательную позицию по отношению к монгольским революционерам, однако после вступления в пределы его владений советско-монгольских войск установил с ними связь и предоставил свой монастырь для переговоров Максаржава с командованием Красной армии.
В апреле 1922 года, после казни соперников Сухэ-Батора — Бодоо и Чагдаржава, вновь назначен премьер-министром, на этот раз уже просоветского правительства. Умер на этом посту, в поездке.
В Джалханз Хутагт Содномын Дамдинбазар (монгольский: Жалханз Хутагт Содномын Дамдинбазар; 1874 – 23 июня 1923) был высоким буддийским воплощением из северо-западной Монголии, сыгравшим заметную роль в движении за независимость страны в 1911-1912 годах. Он дважды занимал пост премьер-министра Монголии; сначала в 1921 году в составе марионеточного правительства Богд-хана, созданного Романом фон Унгерн-Штернбергом, и снова с 1922 по 1923 год при революционном правительстве Монгольской народной партии.

## Ранняя жизнь
Дамдинбазар родился в 1874 году на озере Ойгон в районе Немрег современного Завханского аймака. Его отец Церенсодном и мать Соном были скотоводами среднего класса. В 1877 году он был провозглашен Джалханз Хутагт или "воплощенный святой" в монастыре Джалханзин Хури, на территории современного Бурентогтоха, Хевсгель. В возрасте от 16 до 20 лет его обучали тибетской и монгольской письменности, математике, астрологии и религиозным вопросам в качестве шраманеры в монастыре в Иххури (современный Улан-Батор).

## Политическая карьера
Дамдинбазар поддержал независимость Монголии еще в 1900 году во время военного восстания в . С 1911 по 1912 год он публично выступал за независимость Монголии от китайского правления. Он был назначен министром по умиротворению западных приграничных районов во времена Богданского ханства и вместе с Хатанбаатаром Магсарджавом, Манлайбаатаром Дамдинсуреном, Тогтохом Тайджем и Джа Ламой принимал участие в освобождении Ховда. В знак признания его лидерства ему был присвоен почетный титул Самади Номун-хан в 1912 году.
Как представитель правительства Богд-хана, он несколько раз ездил в Пекин, чтобы выразить озабоченность и требования Монголии. В 1919 году он был в составе делегации, которая установила контакт с американским консулом в Калгане с письмом от Богд-хана, приглашающего США открыть консульство в недавно переименованной столице Монголии Ниислел Хури.
После того, как китайцы оккупировали Ниислель-Хури в 1919 году, Дамдинбазар стал чиновником при китайском министре Чэнь И, в то время как Богд-хан был помещен под домашний арест. Затем он занимал посты премьер-министра и министра внутренних дел в монгольском правительстве, созданном Богд-ханом 22 февраля 1921 года после захвата Ниислел Хури Романом фон Унгерн-Штернбергом.
Дамдинбазар проигнорировал обращения, сделанные к нему монгольскими революционными силами весной 1921 года, и ушел с государственной службы после того, как барон Унгерн потерпел поражение от Советской Красной Армии и монгольских революционных сил под командованием Дамдина Сухбаатара в июле 1921 года. Однако позже в том же году с ним связались агенты Коминтерна и согласились выступить против сил Белого движения в Западной Монголии. Затем он объединил свои силы с Хатанбаатаром Магсарджавом в Uliastai в кампании против белых.

## Премьер-министр
В 1922 году Догсомын Боду подал в отставку с поста премьер-министра перед лицом обвинений в том, что он вступил в сговор с реакционными врагами (включая Джа Ламу и консула США в Калгане) с целью свержения правительства. Вскоре после этого он был казнен. Стремясь подавить возникший религиозный гнев (Боду был ламой), партийные лидеры, включая Сухбаатара, пригласили Дамдинбазара стать следующим премьер-министром. Дамдинбазар умер чуть более 15 месяцев спустя, 23 июня 1923 года.